# 薩達那帕拉之死
薩達那帕拉之死（法語：La Mort de Sardanapale）是欧仁·德拉克罗瓦在1827年繪製的油畫，材質是帆布。現在在巴黎卢浮宫展示。1844年，德拉克拉瓦另外繪製一幅尺寸比較小的複製畫，存放在费城艺术博物馆。
薩達那帕拉之死是古希臘歷史學家西西里的狄奧多羅斯的《歷史叢書》中亚述的君王亞述巴尼拔的故事。是浪漫主义時代的一部作品。 這幅畫使用豐富、生動的溫色系。作品靈感來自拜伦勋爵的劇作《薩達那帕拉》（1821年）並由埃克托·柏辽兹表演的康塔塔《薩達那培拉斯》（1830年），以及李斯特·费伦茨的歌剧《薩達那帕拉》（1845年－1852年，未完成）。

## 歷史
薩達那帕拉之死的歷史背景是公元前660年到前627年的亞述君主亚述巴尼拔攻打巴比伦失利後，被困在尼尼微宮，為了不讓宮殿和財寶落入敵人手裡，下令燒毀宮殿、處死自己的妻妾和馬匹後自殺。

## 圖像

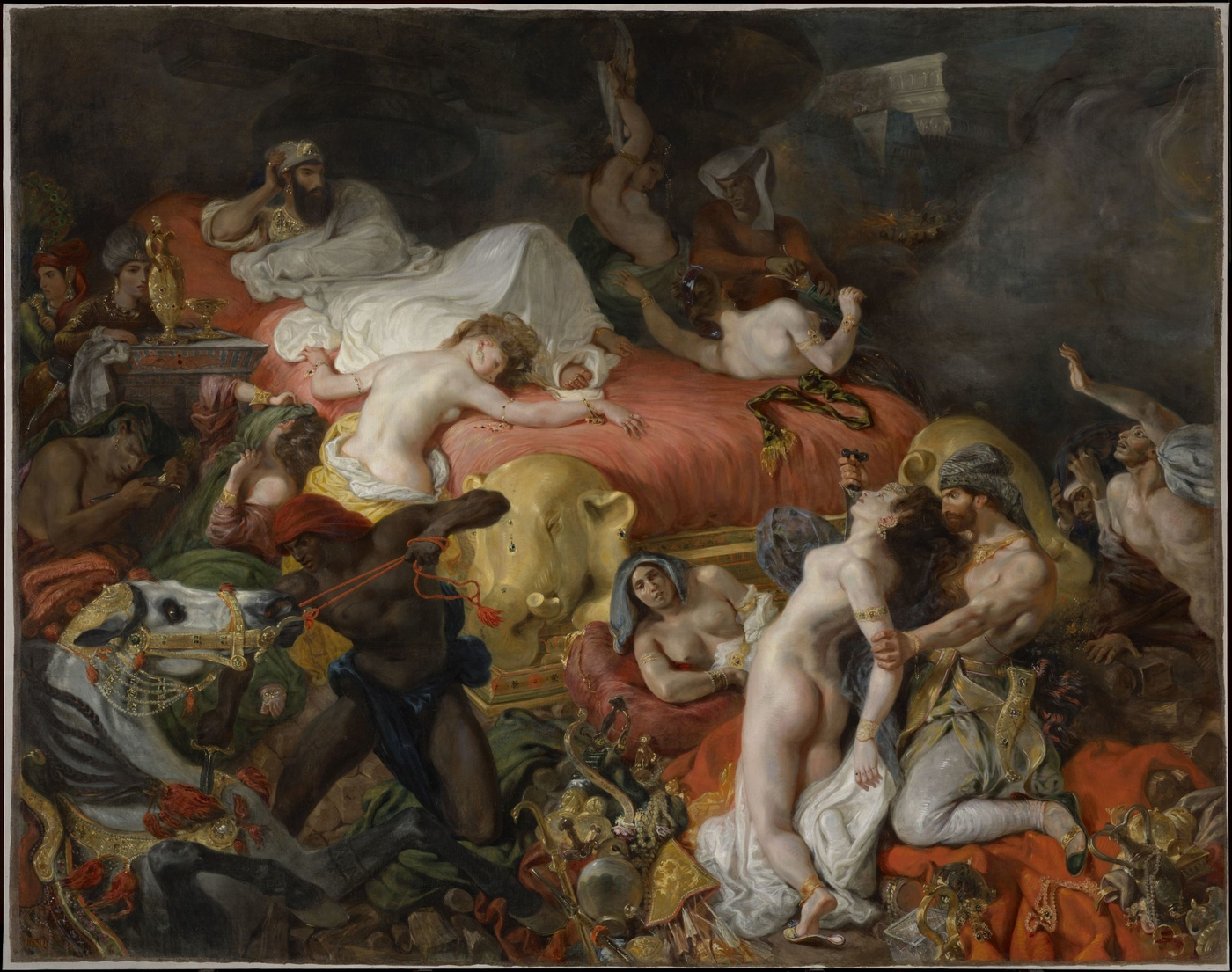
在羅浮宮的欧仁·德拉克罗瓦 繪製的薩達那帕拉之死, 392 cm × 496 cm

薩達那帕拉之死主要焦點是以艷紅色的布裝飾的床。床上身穿白色衣服、身上配戴金項鍊和金頭飾的國王面無表情的坐著觀看。一個女人死在他腳旁邊，橫躺在床的邊緣。在場有五六個女子全裸，大部分在場的人都已經死亡，有幾個被刀刺傷，左前方的一名男子試圖殺死一隻裝飾華麗的馬匹。在國王的右手邊有一個男人站在做工華麗的金色酒瓶和杯子後面。床下零散的落著各種飾品。此之外還有一些建築物的樣子但是難以辨識。
德拉克罗瓦在這幅畫使用了大量的黑色和紅色，這使得圖像中的強烈的移動感，床的紅色突出於有些黑暗、模糊的背景，這個場景具有混亂和暴力。薩達那帕拉的白色長袍、垂死的女人的膚色以及整個場景中金色物體的閃爍使畫面快速流動。
畫面使用不對稱手法但組合保持平衡。在畫面中床前大象旁邊的女人是唯一面對觀眾的女人，其他的人都專注於手頭上的任務：死亡。

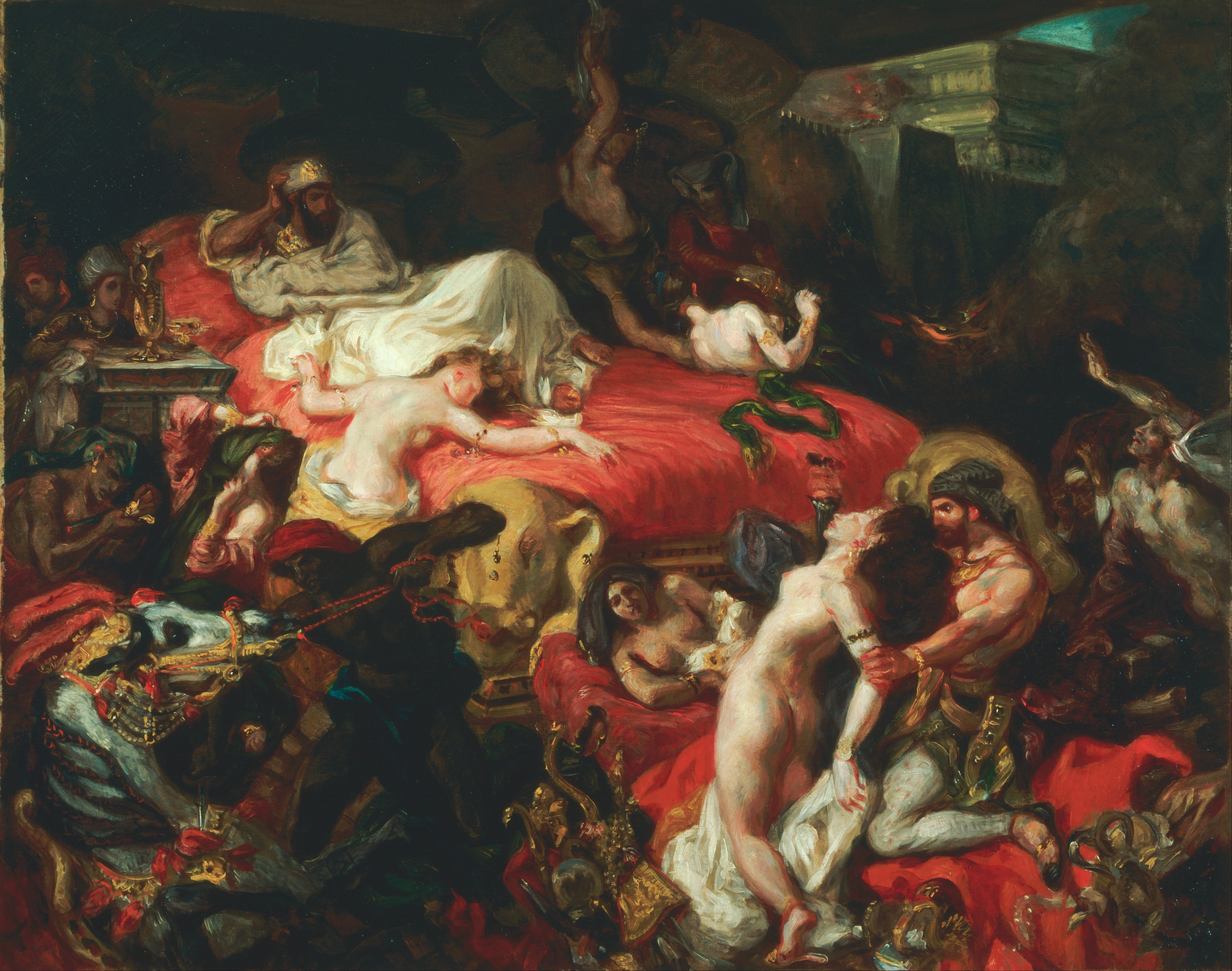
费城艺术博物馆比較小的複製畫 1844年的版本 (73.71cm × 82.47cm)

## 爭議
薩達那帕拉之死在1828年巴黎展示的時候引起了爭議。一是畫面帶來的殘暴、放蕩、殺戮殘酷場面。另一個主要原因：這不是一個新古典主義的作品，德拉克罗瓦的主要形象主題是薩達那帕拉國王自愿毀了他的人與奢侈品等全部家當来一起陪葬。德拉克罗瓦的薩達那帕拉對立於新古典主義，他喜好利用柔和的色彩， 透视投影，和典型的黑暗浪漫主義。用傾斜的方式將死亡場景帶給觀眾。这與傳統的藝術派不同。多蘿西·布西在此稱之為「醜陋的狂熱主義」（the fanaticism of ugliness）。

## 外部連結
- 羅浮宮 （页面存档备份，存于）網頁上的介紹
- 費城藝術博物網頁上的介紹
- artble （页面存档备份，存于） 網頁上這幅畫的分析
- Eugène Delacroix (1798-1863): Paintings, Drawings, and Prints from North American Collections（页面存档备份，存于）, a full text exhibition catalog from The Metropolitan Museum of Art, which discusses The Death of Sardanapalus
- The Destroyed Room （页面存档备份，存于）, a 1978 photograph by Jeff Wall（英语：Jeff Wall） was inspired by this work (TATE Modern).